# Giả thuyết Poincaré

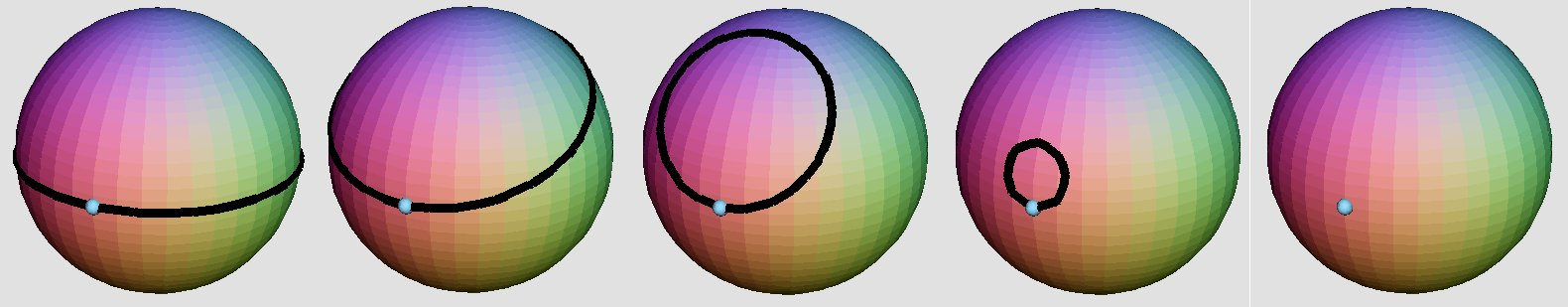
Trong một 2-mặt cầu thông thường, bất kì một vòng kín nào có thể thu nhỏ một cách liên tục thành một điểm trên mặt cầu. Liệu điều kiện này có đặc trưng cho 2-mặt cầu? Câu trả lời là có, và nó đã được biết đến từ lâu. Giả thuyết Poincare cũng đặt ra câu hỏi tương tự cho 3-mặt cầu, mà hình dung khó hơn.

Giả thuyết Poincare  là một trong những giả thuyết toán học nổi tiếng và quan trọng bậc nhất do Jules-Henri Poincaré đưa ra năm 1904, và được Grigori Perelman chứng minh vào năm 2002, 2003. Trong 100 năm tồn tại, nó trực tiếp và gián tiếp đem về 4 huy chương Fields cho Smale (1966), Thurston (1982), Freedman (1986) và Perelman (2006).

## Lịch sử
Cuối thế kỷ 19 đến đầu thế kỷ 20, Jules Henri Poincaré có lẽ là nhà toán học vĩ đại nhất của nước Pháp, thậm chí của cả thế giới ngày đó. Tác giả của rất nhiều công trình toán học, vật lý học, triết học từng đoạt được nhiều giải thưởng quốc tế, trở thành thành viên hay chủ tịch của biết bao hiệp hội bác học, thành viên Viện hàn lâm khoa học Pháp, Henri Poincaré là hình ảnh tiêu biểu tốt đẹp nhất về sự thành đạt trí tuệ và xã hội mà giai cấp tư sản thế kỉ XIX có thể sản sinh. Đó cũng là nhà bác học "xuyên ngành" cuối cùng: như một triết gia về phương pháp luận, ông là tác giả những công trình kinh điển về nền tảng phương pháp khoa học, về cơ cấu não trạng của quá trình khám phá; ở vị trí nhà vật lý, ông đã 12 lần được đề nghị giải Nobel, và ngày nay được coi là đồng tác giả của thuyết tương đối "thu hẹp"; với tư cách nhà toán học, bên cạnh David Hilbert, ông được coi là nhà toán học vĩ đại nhất, đồng thời là "bậc thầy phổ quát cuối cùng", bao trùm đại số học lẫn hình học, lý thuyết số và hình học. Chính ông, trong một công trình năm 1895, đã sáng lập ra một ngành mới của hình học mà ông đặt tên là "analysis situs", ngày nay gọi là tôpô học (topo, tiếng Hy Lạp có nghĩa: nơi, không gian).
Di sản đồ sộ của ông cho đến nay vẫn còn đang được hậu sinh khai thác. Đặc biệt giả thuyết Poincaré do ông đưa ra năm 1904 là một trong những thách thức lớn nhất của toán học thế kỷ 20.

## Phát biểu
Nếu một đa tạp ba chiều compact không có biên là đơn liên, thì nó đồng phôi với mặt cầu ba chiều.

## Ý nghĩa trực quan
Để dễ hình dung, bạn hãy lấy một quả bóng (hoặc một vật hình cầu), vẽ trên đó một đường cong khép kín không có điểm cắt nhau, sau đó cắt quả bóng theo đường vừa vẽ: bạn sẽ nhận được hai mảnh bóng vỡ. Làm lại như vậy với một cái phao (hay một vật hình xuyến): lần này bạn không được hai mảnh phao vỡ mà chỉ được có một. Trong hình học topo, người ta gọi quả bóng -đối lập với cái phao- là một bề mặt liên thông đơn giản. Một điều rất dễ chứng minh là trong không gian 3 chiều, mọi bề mặt liên thông đơn giản hữu hạn và không có biên đều là bề mặt của một vật hình cầu. Vào năm 1904, Henri Poincaré đặt ra câu hỏi: Liệu tính chất này của các vật hình cầu có còn đúng trong không gian bốn chiều. Điều kỳ lạ là các nhà hình học topo đã chứng minh được rằng điều này đúng trong những không gian lớn hơn hoặc bằng 5 chiều, nhưng chưa ai chứng minh được tính chất này vẫn đúng trong không gian bốn chiều.
Chính xác hơn, những người nghiên cứu toán học định nghĩa hai không gian tôpô là đồng phôi nếu có một song ánh liên tục từ không gian này vào không gian kia sao cho ánh xạ ngược cũng liên tục, nghĩa là hai không gian giống như nhau về mặt tôpô. Một đa tạp ba chiều không có biên là một không gian tôpô mà mỗi điểm có một lân cận đồng phôi với một lân cận của không gian Euclide ba chiều {\displaystyle \mathbb {R} ^{3}}, nghĩa là về mặt địa phương một đa tạp ba chiều không khác gì {\displaystyle \mathbb {R} ^{3}}. Một không gian tôpô là đơn liên nếu mỗi đường cong đóng liên tục trên đó đều có thể được "thắt" một cách liên tục thành một điểm, nghĩa là nó đồng luân liên tục với một điểm, nói cách khác nhóm cơ bản của không gian chỉ chứa phần tử đơn vị.

## Chứng minh của Perelman

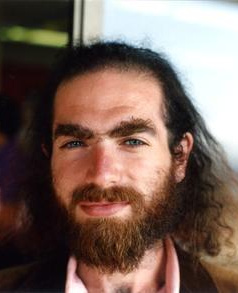
Grigori Perelman, người đã chứng minh giả thuyết Poincaré

Giả thuyết Poincaré từng làm nhiều bộ óc toán học thế giới của thế kỉ 20 phải phát sốt và biết bao chứng minh sai (cũng như những "chứng minh" không được chú ý đến) đã từng được đưa ra. Viện Toán học Clay (Hoa Kỳ) đành xếp nó vào một trong 7 bài toán khó của thiên niên kỷ chưa giải được để thách đố thế kỉ 21 với giải thưởng lớn tới một triệu USD.
Rất may là không lâu sau đó, vào cuối năm 2002, nhà toán học Nga kỳ dị nhưng xuất sắc Grigori Perelman tại Viện toán học Steklov (thành phố St. Petersburg) đã công bố trên Internet hai bản nghiên cứu dài khoảng 61 trang viết tay. Perelman dường như đã chứng minh được định lý, nhưng ông chưa đưa ra một công trình đầy đủ trên các tạp chí khoa học. Nhiều nhóm chuyên gia hàng đầu đã bắt tay vào kiểm tra công trình rất phức tạp của Perelman. Trong một thời gian dài không ai dám đứng ra đoan chắc rằng công trình này là đúng, tuy rằng không có lỗi nghiêm trọng nào được phát hiện. Đến hè năm 2006 thì ba nhóm độc lập với nhau đã công bố kết quả công việc kiểm tra công phu của mình và sự đồng thuận đã được hình thành trong các chuyên gia là Perelman đã chứng minh Giả thuyết Poincaré, chấm dứt sự tồn tại của nó sau gần 1 thế kỷ. Còn việc Perelman chứng minh được toàn bộ Giả thuyết Hình học hóa hay chưa thì có lẽ còn chờ thêm thời gian.

### Dòng Ricci và phẫu thuật hình học
Năm 1982, Hamilton đưa ra một chương trình để chứng minh giả thuyết Poincaré. Ý tưởng của Hamilton là đặt một metric Riemann lên đa tạp ba chiều đóng đơn liên, sau đó tìm cách cải thiện metric này; ví dụ như nếu metric được cải thiện đến mức nó có độ cong dương hằng thì, theo các kết quả cổ điển trong hình học Riemann, đa tạp ba chiều phải là một hình cầu. Hamilton sử dụng phương trình dòng Ricci để cải thiện metric:
{\displaystyle \partial _{t}g_{ij}=-2R_{ij}}
trong đó g là metric và R là độ cong Ricci, và ta hi vọng rằng khi t tăng, đa tạp cùng với metric của nó sẽ trở nên dễ hiểu hơn.
Trong một số trường hợp, Hamilton chỉ ra rằng phương pháp này đủ hiệu quả, chẳng hạn như nếu đa tạp Riemann có độ cong Ricci dương mọi nơi. Tuy nhiên, với một metric Riemann bất kỳ, dòng Ricci tạo ra các kỳ dị phức tạp hơn.
Một thành tựu lớn của Perelman là chỉ ra rằng, trong một số trường hợp, các kỳ dị này sẽ trông giống như hình cầu hoặc hình trụ bị co lại. Với một mô tả định lượng của hiện tượng này, Perelman cắt đa tạp quanh các kỳ dị, chia đa tạp thành nhiều mảnh, và tiếp tục dòng Ricci trên mỗi mảnh nhỏ. Quá trình này được gọi là dòng Ricci với phẫu thuật.

## Giả thuyết hình học hóa
Vào khoảng những năm cuối thập kỉ 1970 nhà toán học Mỹ William Thurston có những quan sát theo một hướng mới. Ông nhận thấy là trong trường hợp hai chiều mặt cầu là mặt duy nhất mà trên đó có thể đặt hình học elliptic (tổng ba góc trong một tam giác lớn hẳn hơn 180 độ; hai đường thẳng bất kì đều cắt nhau; độ cong của mặt là hằng số dương), trên mặt xuyến một lỗ có hình học Euclide (tổng ba góc trong một tam giác bằng 180 độ; qua một điểm ở ngoài một đường thẳng chỉ có một đường thằng song song với đường thẳng đã cho; độ cong của mặt luôn luôn bằng không); với tất cả các mặt xuyến còn lại ta có hình học hyperpolic (tổng ba góc trong một tam giác nhỏ hơn 180 độ; qua một điểm ở ngoài một đường thẳng có thể vẽ được vô số đường thằng song song với đường thẳng đã cho; độ cong của mặt là hằng số âm). Thurston tổng quát hoá quan sát này lên không gian ba chiều, một cách nôm na, mỗi đa tạp không biên compact ba chiều đều có thể được cắt thành từng mảnh mà trên mỗi mảnh có một hình học duy nhất. Đây được gọi là Giả thuyết Hình học hoá; nó chứa Giả thuyết Poincaré như là trường hợp riêng. Thurston được tặng giải Fields năm 1982.
Giả thuyết Hình học hoá của Thurston mở ra một hướng mới để nghiên cứu Giả thuyết Poincaré. Vì độ cong của một đa tạp trơn được định nghĩa thông qua các đạo hàm bậc nhất và bậc hai nhất định (trong phép tính Vi Tích phân độ cong của một đường cong với toạ độ được tham số hóa được cho thông qua các đạo hàm bậc nhất và bậc hai của tọa độ) nên xuất hiện khả năng sử dụng những công cụ của Hình học vi phân, Giải tích và Phương trình đạo hàm riêng. Một chương trình nhằm chứng minh Giả thuyết Hình học hoá đã được đề ra bởi nhà toán học Mỹ Richard Hamilton vào đầu thập kỉ 1980.

## Giả thuyết Poincaré mở rộng
Giả thuyết tổng quát hơn cho đa tạp n-chiều được gọi là Giả thuyết Poincaré mở rộng. Trong trường hợp n=2 người ta đã biết từ lâu và không quá khó để chứng tỏ rằng mặt cầu hai chiều là mặt không biên compact duy nhất mà là đơn liên. Những mặt xuyến là không đơn liên vì chúng có những "lỗ" và do đó có những đường cong đóng không thể thắt lại được.
Những cố gắng để nghiên cứu Giả thuyết Poincaré mở rộng đã dẫn đến những tiến bộ to lớn trong ngành Tôpô và trong Toán học nói chung. Năm 1960 nhà toán học lớn người Mỹ Stephen Smale đã chứng minh Giả thuyết Poincaré mở rộng cho mọi n lớn hơn hay bằng 5. Công cụ chủ yếu của ông là lý thuyết Morse trong Tôpô vi phân. Nhờ vậy Smale được trao giải Fields năm 1966. Mãi đến năm 1982 trường hợp n=4 mới được giải quyết nhờ công của nhà toán học Mỹ Michael Freedman. Công cụ của ông lại hoàn toàn là Tôpô Hình học, nghĩa là nói chung không sử dụng các cấu trúc vi phân hay đại số. Freedman rồi cũng được trao giải thưởng Fields năm 1986.
Đóng góp to lớn vào những công trình nghiên cứu dẫn đến các kết quả này và những tiến bộ sau đó phải kể đến John Milnor (giải Fields 1966), John Stallings, Papakyriapoulos, Sergey Novikov (giải Fields 1970), Robion Kirby, Simon Donaldson (giải Fields 1986) và nhiều người khác. Những phương pháp khác nhau đã được sử dụng: Tôpô vi phân, Tôpô đại số, Tôpô hình học, và cả những ý tưởng từ vật lý lý thuyết.

### Video
- The Poincaré Conjecture trên YouTube, Brief visual overview of the Poincaré Conjecture, background and solution.
- Steckles, Katie; Isenberg, James A. "Poincaré Conjecture" (video). Brady Haran. Truy cập ngày 23 tháng 4 năm 2014.